# Jinjer
Jinjer je ukrajinská progresivní metalcorová hudební skupina založená v roce 2009 ve městě Horlivka. Sestava se zpočátku měnila, ustálila se až v roce 2011. O rok později Jinjer vydali debutové studiové album Inhale, Don't Breathe, které pro ně znamenalo velký úspěch. Díky svému vystoupení na kyjevské soutěži získali ocenění Nejlepší ukrajinská metalová kapela roku 2013, odehráli koncert na největším rockovém hudebním festivalu na Ukrajině The Best City.UA a v roce 2013 se vypravili na své první koncertní turné. Kromě Ukrajiny navštívili také některé sousední země; Rumunsko či Moldávii.
Na jaře roku 2014 bylo vydáno další album Cloud Factory, k němuž Jinjer absolvovali dvouměsíční evropské turné. Další turné plánovali na podzim téhož roku, ale těsně před jeho začátkem vypadl z okna ze třetího patra jejich bubeník Eugene Mantulin a zlomil si páteř, kvůli čemuž muselo být turné zrušeno. Mantulin, jemuž nakonec zachránila život operace zaplacená fanoušky a dalšími muzikanty, se už do kapely nevrátil a byl nahrazen Dmitrijem Kimem. V roce 2016 bylo vydáno další, již třetí studiové album King of Everything. Dále v roce 2019 kapela vydala čtvrté studiové album Macro.

## Diskografie
Studiová alba
- Inhale, Don't Breathe (2012)
- Cloud Factory (2014)
- King of Everything (2016)
- Macro (2019)
- Wallflowers (2021)
- Duél (2025)

EP
- Objects In Mirror Are Closer Then They Appear (2009)
- Micro (2019)

## Obsazení
- Taťjana Šmajljuk – zpěv
- Roman Ibramkhalilov – kytara
- Eugene Abdiukhanov – basová kytara
- Vladislav Ulasevič – bicí

Bývalí členové
- Eugene Mantulin – bicí (do 2014)
- Dmitrij Kim – bicí (2014–2016)